# Toczeń (województwo wielkopolskie)
Toczeń – wieś w Polsce, położona w województwie wielkopolskim, w powiecie nowotomyskim, w gminie Miedzichowo.
W latach 1975–1998 miejscowość administracyjnie należała do województwa gorzowskiego.